# Arnulf Øverland
Ole Peter Arnulf Øverland (Kristiansund, 27 aprile 1889 – Oslo, 25 marzo 1968) è stato uno scrittore e poeta norvegese.
Fu un intellettuale della sinistra radicale norvegese nel periodo tra le due guerre, e un deciso attivista antinazista durante gli anni dell'occupazione della Norvegia.

## Biografia
Di famiglia povera e originario di Kristiansund, Arnulf Øverland cresce a Bergen e nella capitale Kristiania, dove la madre e i due fratelli si trasferiscono quando ha 12 anni in seguito alla perdita del padre, macchinista navale.
Dopo i primi studi in campo umanistico e le prime letture, nel 1911, l'anno in cui, ammalatosi di tubercolosi, è costretto nel sanatorio di Gjøsegaarden a Kongsvinger, poco lontano da Kristiana, riesce a far pubblicare la prima raccolta di poesie Den ensomme fest (La festa solitaria), seguita da De hundrede violiner (I cento violini, 1912), entrambe di gusto prevalentemente decadente, affini alla lirica borghese di Herman Wildenvey o di Olaf Bull, comunque del tutto distanti dalle tendenze moderniste.
Successivamente al primo conflitto mondiale, Øverland si avvicina al comunismo, manifestando un nuovo orientamento ideologico anche nella creazione poetica. Ne alimenta la maturazione la collaborazione con la rivista Mot Dag, diretta da Erling Falk e tanto partecipe delle lotte politiche contemporanee da promuovere, negli anni Trenta, una omonima associazione partitica comunista. Attorno a quella testata si riuniscono importanti scrittori e poeti quali Helge Krog e Sigurd Hoel, primo redattore, oltre a numerose figure di spicco del panorama politico.
Arnulf Øverland diventa dunque un intellettuale completamente engagé. Nel 1933 è giudicato - e assolto - per blasfemia, condanna suscitata dalla pronuncia del discorso Kristendommen - den tiende landeplage (Il Cristianesimo, la decima piaga nazionale). Eppure, nonostante la forte caratterizzazione antireligiosa, l'attivismo tenace e la fede comunista, non smette di indagare ed esprimere in arte questioni più schiettamente esistenzialiste.
Portatore certamente di un radicale pensiero antiborghese, ma ancor più feroce contestatore del nazionalsocialismo, non tarda a manifestare con parole e atti la propria resistenza all'occupazione nazista in Norvegia, trasferendo in poesia una lucida e costante esortazione ai connazionali verso il risveglio e la ribellione. La sua poesia resistenziale circola clandestina; Øverland è amato e difeso per la sua opera di Nasjonalskald, poeta nazionale. Nel 1941 viene arrestato e detenuto a Oslo nel campo di concentramento di Grini (Grini fangeleir), da cui è condotto al campo di concentramento di Sachsenhausen, nei pressi di Berlino.
Al termine della Guerra, nuovamente in patria, riprende la partecipazione attiva alla politica nazionale e al dibattito culturale, rappresentando, nel lungo dibattito sulla lingua norvegese (målstrid), le istanze più tradizionali e conservatrici in difesa della lingua «colta» contro il nynorsk, e degli stili e delle concezioni tradizionali della poesia e dell'arte contro le «incomprensibili» soluzioni moderniste che altrove in Scandinavia (nella Svezia del dopo-Strindberg o nella Finlandia di Edith Södergran) sono da tempo una realtà condivisa e irrinunciabile. Il contributo offerto alla letteratura norvegese attraverso saggi ed articoli d'ogni genere è notevole, e rappresenta un'eredità irrinunciabile nella comprensione e nella formazione della poesia norvegese novecentesca.